# Sara Rosenberg
Sara Rosenberg (San Miguel de Tucumán, 18 de diciembre de 1954) es una escritora, pintora y dramaturga argentina.

## Biografía
Sara Rosenberg es nieta de una familia de inmigrantes judíos en Argentina. Mientras era estudiante y activista de un partido de izquierda, fue arrestada en la década de 1970 y encarcelada durante tres años y veinte días por su participación política. Fue puesta en libertad tras una amnistía y se exilió en Canadá. Estudió dramaturgia, dirección escénica y bellas artes, estudios que continuó en la Universidad de Quebec en Montreal. Después de una estancia en México, donde estudió antropología, Francia y Cuba, se mudó a Madrid en 1982.
Su obra se basa a menudo en la represión de los regímenes totalitarios, en particular las dictaduras militares de América del Sur de los años setenta y ochenta.

## Obras

### Novelas
- Un hilo rojo. Espasa Minor, 1998
- Cuaderno de invierno. Espasa Calpe, 2000
- La edad del barro. Destino, 2003
- Contraluz. Siruela, 2008

### Teatro
- Esto no es una caja de Pandora, 2014. Esta obra fue escrita en residencia en la Maison des écrivains ("la Casa de los escritores") de St Nazaire (Meet) en 2011.

### Literatura infantil
- La isla celeste . Siruela, 2010

### Traducciones

#### En alemán
- Gegenlicht (Contre-jour). Traducido por Petra Strien. Stockmann, 2010
- "Silbersalze", en: Mit den Augen in der Hand: argentinische Jüdinnen und Juden erzählen. Editado y traducido por Erna Pfeiffer. Mandelbaum-Verlag, 2014, p. 114-119

#### En francés
- Un fil rouge. Traducido por Belinda Corbacho Martinez. Editions La Contre Allée, Lille, 2012
- Contre-jour. Traducido por Belinda Corbacho Martinez. Editions La Contre Allée, Lille, 2017
- Ceci n'est pas une boîte de Pandore. Traducido por Belinda Corbacho Martinez. Saint Nazaire: MEET, 2013

## Recompensas
- Un hilo dojo fue finalista del premio Tigre Juan

- Datos: Q26396200

1. ↑  Gébert, Angélique; Valverde, Lucie (1 de octubre de 2019).  Brünig, Andrea, ed. Voix de femmes dans le monde : Au prisme du genre dans la littérature et les arts. Nouvelles Recherches sur l’Imaginaire. Presses universitaires de Rennes. pp. 381-390. ISBN 978-2-7535-7930-9. Consultado el 6 de abril de 2021.
2. ↑  «Sara Rosenberg». La contre allée (en francés). Consultado el 6 de abril de 2021.